# Platypalpus puerinus
Platypalpus puerinus är en tvåvingeart som beskrevs av Axel Leonard Melander 1927. Platypalpus puerinus ingår i släktet Platypalpus och familjen puckeldansflugor. Inga underarter finns listade i Catalogue of Life.